# Turystyka kosmiczna

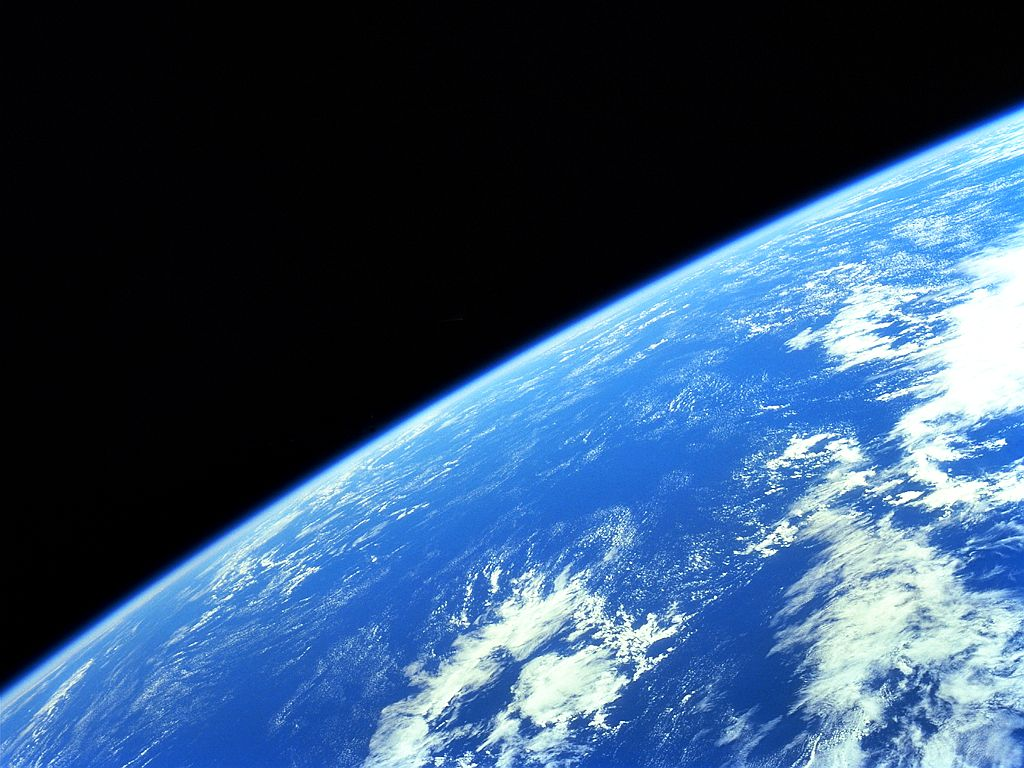
Krzywizna Ziemi oglądana z orbity jest jedną z atrakcji dla turystów płacących za podróże kosmiczne

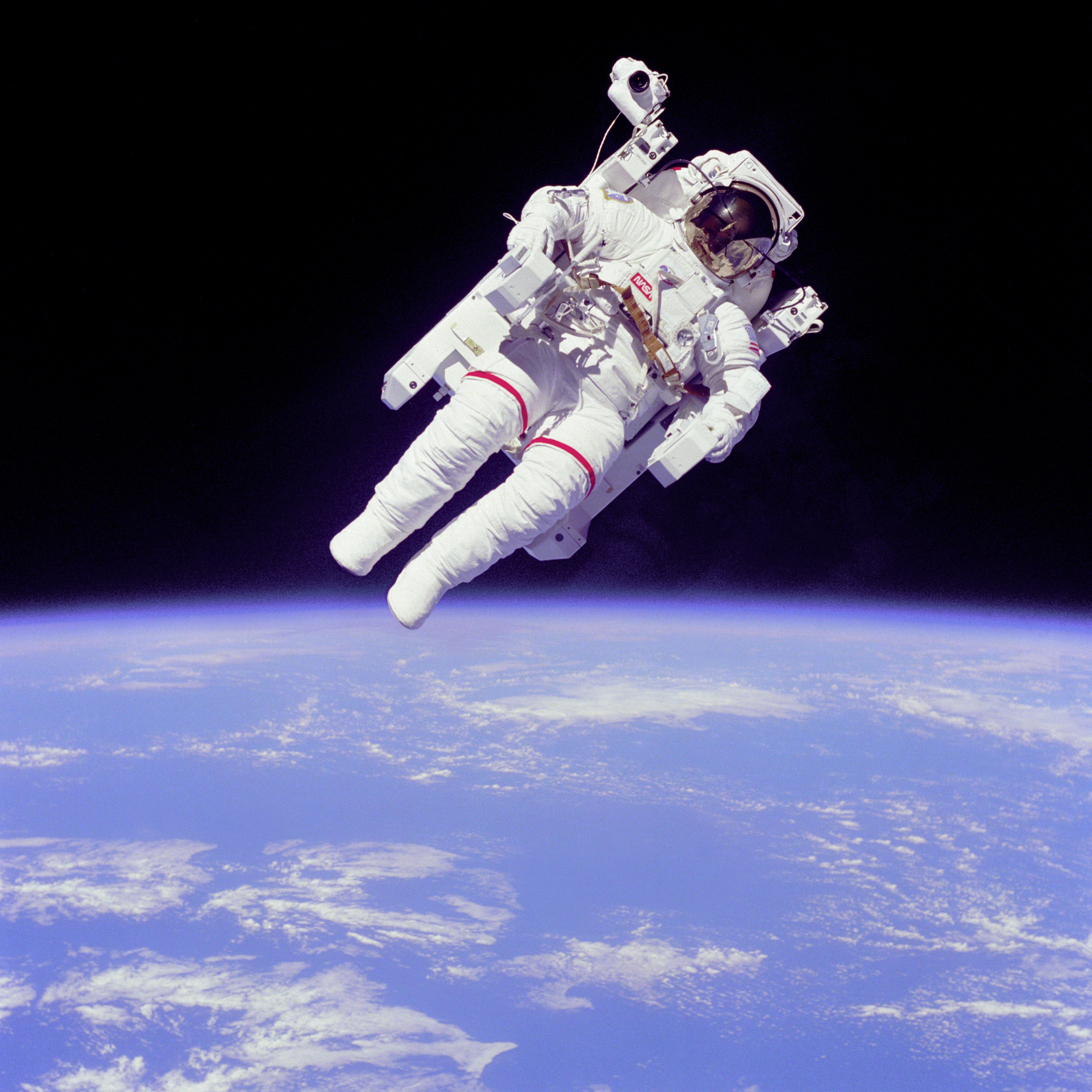
Spacer kosmiczny (EVA) jako jedna z atrakcji dla turystów; na fot. astronauta Bruce McCandless

Turystyka kosmiczna – forma indywidualnego podróżowania w przestrzeń kosmiczną dla przyjemności zapoczątkowana w XXI wieku.
Od roku 2001 turystyka kosmiczna osiągalna jest w sferze finansowej wyłącznie dla bogatych osób oraz instytucji. Transport realizowany był początkowo dzięki rosyjskiemu programowi eksploracji kosmosu.
Wśród głównych walorów turystyki kosmicznej wymienić można unikatowe doznania, związane m.in. z nieważkością i widokiem z orbity, a także społeczne wyróżnienie, które staje się udziałem kosmicznego turysty.
Przemysł napędzający turystykę kosmiczną koncentruje się w pobliżu portów kosmicznych w wielu lokalizacjach, wśród których są Kalifornia, Oklahoma, Nowy Meksyk, Floryda, Wirginia, Alaska, szwedzki ośrodek Esrange, Wisconsin, czy ośrodki w Singapurze i Zjednoczonych Emiratach Arabskich.

## Początki poszerzania puli astronautów
Radziecki program podboju kosmosu od początku bardzo agresywnie stawiał na zwiększenie puli kosmonautów. Radziecki program lotów kosmicznych dokonywał również wyboru kolejnych kosmonautów z państw-członków Układu Warszawskiego, a potem spośród sojuszników ZSRR oraz krajów neutralnych. Większość kosmonautów przeszła przed swoimi misjami w Kosmos oficjalne szkolenia i była traktowana na równi z profesjonalnymi astronautami, lecz szczególnie po rozpoczęciu programu Mir, ich loty były najczęściej krótsze. Z programu skorzystała również Europejska Agencja Kosmiczna.
Program amerykańskich promów kosmicznych zakładał zatrudnianie na poszczególne loty specjalistów (Payload Specialist), którzy zwykle reprezentowali firmy lub instytucje odpowiedzialne za ładunek zabierany przez prom w misję. NASA równie chętnie starała się udowodnić swoje możliwości przedstawicielom sponsorującego loty rządu amerykańskiego, dając możliwość podróżowania promem kosmicznym między innymi senatorowi Jake Garnowi, czy ówczesnemu przedstawicielowi Izby Reprezentantów Billowi Nelsonowi (dziś senator). Wraz z ekspansją programu promów kosmicznych, opracowano program „Nauczyciel w Kosmosie”, chcąc zwiększyć rozgłos NASA i walory edukacyjne operacji. Pierwszą nauczycielką w przestrzeni kosmicznej mogła być Christa McAuliffe, lecz zginęła w katastrofie promu Challenger, po czym program został wstrzymany. Osoba, która miała ją zastąpić, Barbara Morgan, przeszła szkolenie jako pełnoprawny astronauta pracujący dla NASA. W tym samym czasie dyskutowano też nad stworzeniem programu „Dziennikarz w Kosmosie”, w którym rozważano kandydatury takie, jak Walter Cronkite i Miles O’Brien, lecz oficjalnie program nigdy nie wszedł w fazę projektową.
W realiach ekonomii radzieckiej po okresie pieriestrojki, szczególnie skąpo wyglądały fundusze przeznaczane na podbój kosmosu. Zapłatę za umożliwienie jednemu ze swoich reporterów lotu w przestrzeń kosmiczną zaoferowała agencja Tokyo Broadcasting System (TBS). Za sumę 28 milionów dolarów amerykańskich Toyohiro Akiyama poleciał w roku 1990 na stację kosmiczną Mir wraz z jej ósmą załogą i powrócił w tydzień później z siódmą zmianą personelu stacji. Akiyama przekazywał codziennie transmisje telewizyjne z orbity, przeprowadzał też eksperymenty naukowe dla firm rosyjskich i japońskich. Jednak z uwagi na to, że lot został sfinansowany przez pracodawcę, Akiyama jest raczej uważany za biznesowego podróżnika w Kosmos, nie za turystę.
W roku 1991 brytyjska chemik Helen Sharman została wybrana spośród kandydatów do lotu pierwszej brytyjskiej osoby w Kosmos. Z uwagi na to, że Wielka Brytania nie miała programu lotów kosmicznych, lot został zaaranżowany przez konsorcjum firm prywatnych, które podpisały kontrakt z rosyjskim programem kosmicznym. W pewnym sensie Sharman była podróżnikiem kosmicznym, ale również aktywną kosmonautką, która przeszła pełne szkolenie.

## Loty statkami Soyuz
Czasami żartobliwie sugerowano, że w locie promu kosmicznego STS-95 John Glenn był kosmicznym turystą, kosmiczne podróże dla przyjemności nie zostały wznowione przez następne trzy lata. MirCorp, prywatne przedsięwzięcie, które do tego czasu było odpowiedzialne za stację kosmiczną, rozpoczęło poszukiwania potencjalnych kosmicznych turystów chętnych do odwiedzenia stacji Mir, co miałoby obniżyć koszty utrzymania przedsięwzięcia. Pierwszym kandydatem stał się amerykański biznesmen i były naukowiec w firmie JPL, Dennis Tito. Po podjęciu decyzji o demontażu stacji orbitalnej Mir, Tito podjął decyzję o wykupieniu podróży na Międzynarodową Stację Kosmiczną za pośrednictwem amerykańskiej firmy Space Adventures, Ltd., która jak do tej pory jest jedyną firmą wysyłającą ludzi w kosmos za zapłatą.
28 kwietnia 2001 Dennis Tito stał się pierwszym turystą kosmicznym z opłaconym „biletem” – odwiedził Międzynarodową Stację Kosmiczną i pozostał na niej przez siedem dni. W 2002 roku w jego ślady poszedł mieszkający w Południowej Afryce milioner Mark Shuttleworth. Trzecim kosmicznym turystą był Gregory Olsen, którego podróż odbyła się w 2005 roku. Olsen był wykwalifikowanym naukowcem, zatrudnionym w firmie produkującej specjalne kamery o wysokiej czułości, zaś sam „turysta” planował przeprowadzenie na pokładzie stacji szeregu eksperymentów, po części pomagającej w testowaniu produktów firmy. Olsen planował lot we wcześniejszym czasie, lecz musiał go odwołać z powodów zdrowotnych.
Po katastrofie promu kosmicznego „Columbia” turystyka kosmiczna realizowana za pomocą rosyjskiego programu podboju przestrzeni kosmicznej „Sojuz” została czasowo wstrzymana, gdyż statki kosmiczne serii „Sojuz” stanowiły jedyne pojazdy kursujące między Ziemią a Międzynarodową Stacją Kosmiczną.
We współpracy z federalną agencją kosmiczną Federacji Rosyjskiej oraz korporacją kosmiczną „Energia”, firma Space Adventures wspomagała loty w Kosmos pierwszych rzeczywiście prywatnych podróżników. Byli nimi Dennis Tito, Mark Shuttleworth, Gregory Olsen, Anousheh Ansari i Charles Simonyi. Pierwsi trzej pasażerowie zapłacili za swoje loty powyżej 20 milionów dolarów każdy za dziesięciodniowy pobyt na Międzynarodowej Stacji Kosmicznej.
Dział publicystyki NASA na określenie kosmicznych turystów (choćby wspomnianych wyżej Tito, Shuttlewortha, Olsena, Ansari i Simonyia) stosował określenie „Uczestnik lotu kosmicznego” (ang. Spaceflight Participant). Działając wstecz, oficjalna strona biografii astronautów zarządzana przez NASA zmieniła klasyfikację Christy McAuliffe ze specjalisty (Payload Specialist) na uczestnika lotu kosmicznego, mimo że jej podróż kosmiczna odbyła się bez ponoszenia przez nią kosztów. Miało to najprawdopodobniej być odzwierciedleniem zaplanowanych dla niej obowiązków podczas misji.

## Nagroda Ansari X Prize

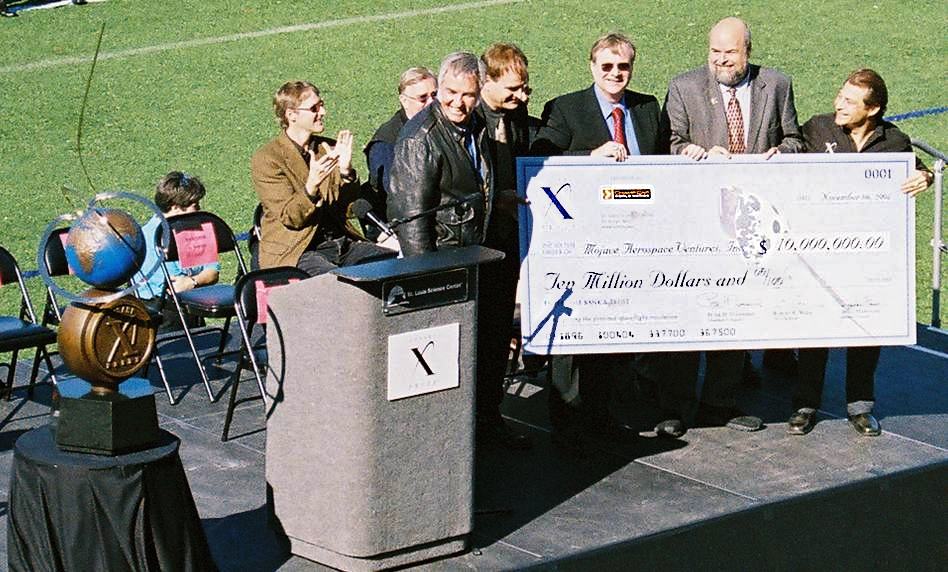
Nagroda Ansari X Prize przyznana zespołowi Scaled Composites

4 października 2004 statek SpaceShipOne, którego twórcą był założyciel i prezes firmy Scaled Composites Burt Rutan, a rozwój finansowała firma Virgin Galactic zdobył nagrodę Ansari X Prize w wysokości 10 milionów dolarów amerykańskich. Nagroda została wyznaczona dla pierwszej firmy prywatnej, której uda się skonstruować pojazd zdolny do, co najmniej dwukrotnego, przekroczenia wysokości 62 mil ponad powierzchnią Ziemi (około 100 kilometrów ponad Ziemią przebiega linia Karmana, umowna granica pomiędzy atmosferą a przestrzenią kosmiczną). Statek podczas pierwszego lotu pilotował Michael Melvill, a sam lot odbył się 21 czerwca 2004 na wysokości 100 km, co było pierwszym komercyjnym lotem w przestrzeń kosmiczną. Podczas drugiego, wymaganego do zdobycia nagrody, lotu statek pilotował Brian Binnie, który osiągnął wysokość 112 km (69,6 mil), bijąc rekord X-15.

## Lista turystów kosmicznych, którzy odbyli loty

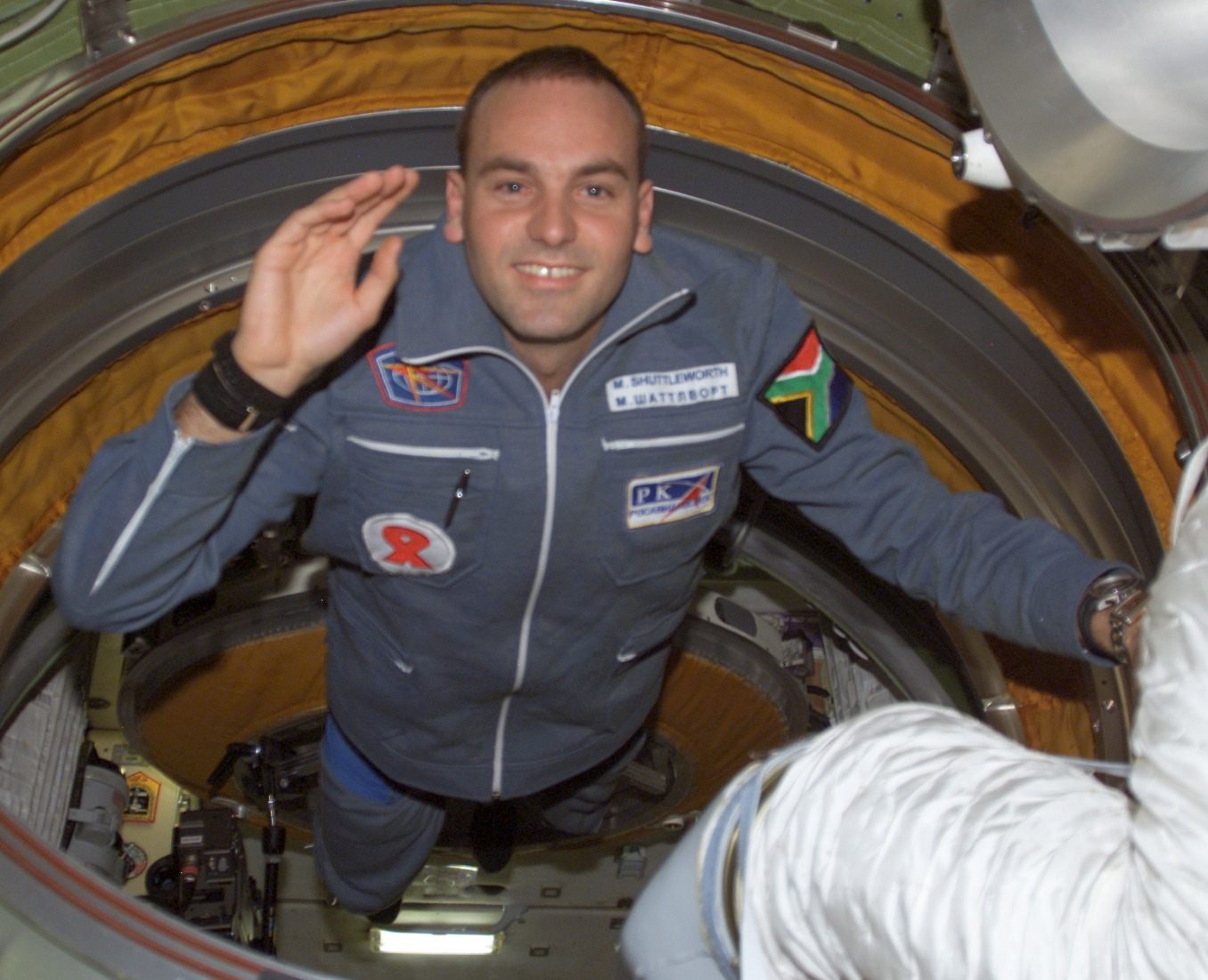
Turysta kosmiczny Mark Shuttleworth

Wszystkie wymienione poniżej osoby odbyły lot kosmiczny między Ziemią a Międzynarodową Stacją Kosmiczną i z powrotem na pokładzie statku kosmicznego „Sojuz”
Michael Melvill stał się pierwszym w pełni „komercyjnym” astronautą podczas jego lotu z 21 czerwca 2004, lecz był to lot testowy, a sam pilot nie zapłacił za podróż.

## Komercyjne loty kosmiczne
Dostępne dla szerszej klienteli loty suborbitalne są rozważanym przez niektóre firmy sposobem pozyskiwania dochodów. Firmy zainteresowane takimi przedsięwzięciami to między innymi Space Adventures, Virgin Galactic, Starchaser, Blue Origin, Armadillo Aerospace, XCOR Aerospace, Rocketplane Limited (w 2010 roku ogłosiła upadłość), europejski „Project Enterprise”, i inne. Większość z nich oferuje loty pojazdami suborbitalnymi, których najwyższy punkt to między 100 a 160 kilometrów nad powierzchnią Ziemi. Pasażerowie w trakcie lotu doświadczają nieważkości w czasie od 3 do 6 minut, mogą oglądać gwiazdy bez właściwego dla obserwacji w atmosferze migotania i na własne oczy zobaczyć krzywiznę Ziemi. Koszty takiego przelotu szacuje się na około 200 tysięcy dolarów amerykańskich od każdego pasażera.

### Regulacje prawne
W grudniu 2005 rząd Stanów Zjednoczonych opublikował zestaw proponowanych zasad dla turystyki kosmicznej.
Aktualnie prawo amerykańskie zakłada, że każda firma, która oferuje wystrzelenie za pomocą rakiety suborbitalnej osoby, która zapłaciła za przelot, musi uzyskać licencję od Federalnej Administracji Lotów, a ściślej od wchodzącego w jej skład Biura Komercyjnego Transportu Kosmicznego (FAA/AST). Proces przyznawania licencji kładzie nacisk na bezpieczeństwo publiczne oraz bezpieczeństwo mienia, a szczegółowe ustalenia znajdują się w Kodeksie Ustaleń Federalnych (Code of Federal Regulations), cześć 14, Rozdział III. Ustalenia te są zgodne z ustawą wprowadzającą poprawki prawne w kwestii komercyjnych lotów kosmicznych, uchwaloną przez Kongres Stanów Zjednoczonych w roku 2004.

### Virgin Galactic

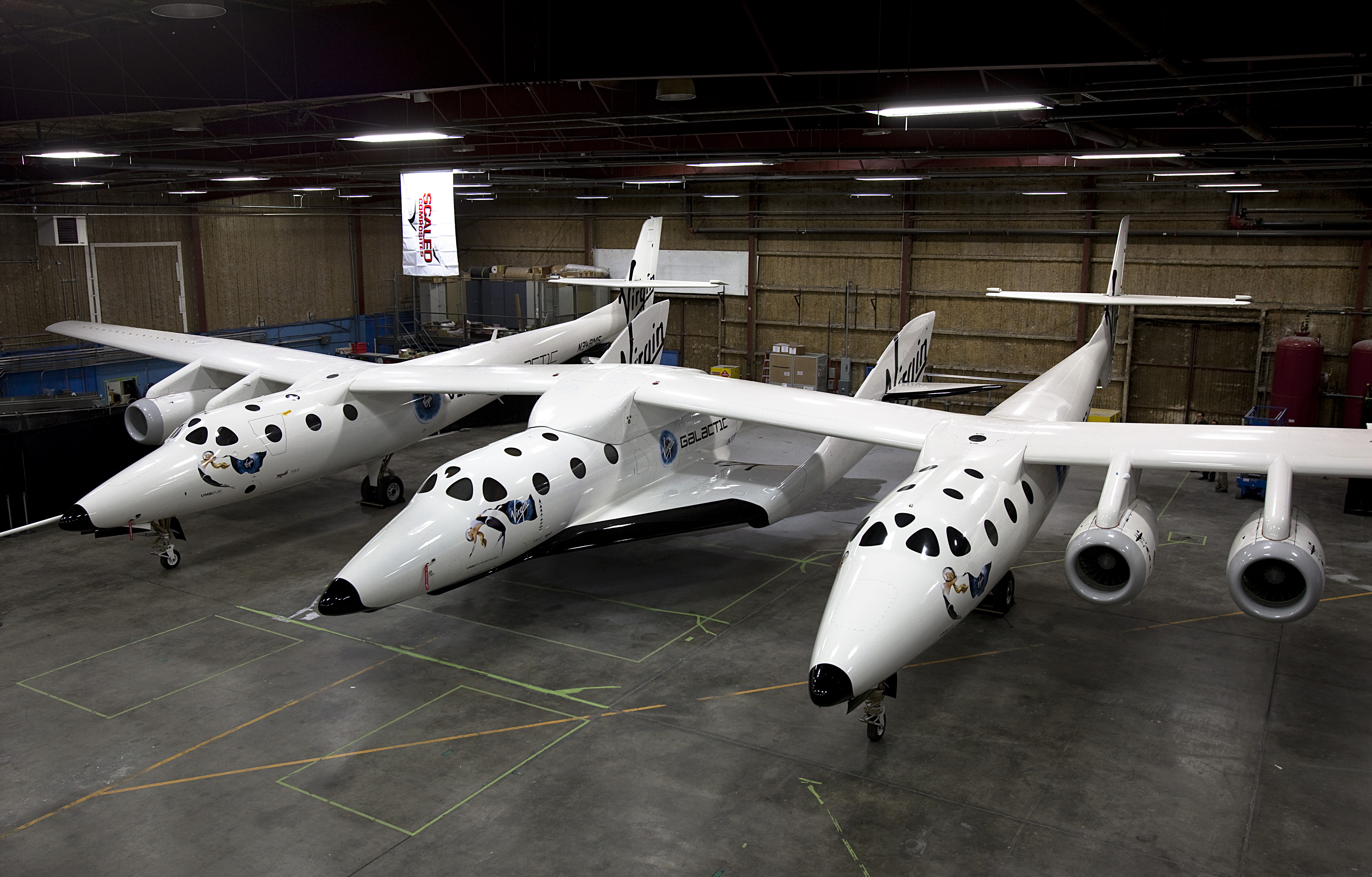
SpaceShipTwo i WhiteKnightTwo

Virgin Galactic, jeden z wiodących potencjalnych komercyjnych przewoźników kosmicznych, planuje uruchomienie lotów pasażerskich na pokładzie statku SpaceShipTwo, które mają rozpocząć się jesienią 2014 roku. Pasażerami pierwszego lotu mają być właściciel firmy Richard Branson i jego dorosłe już dzieci – Holly i Sam. Cena lotu wstępnie została ustalona na 200 000 dolarów, obecnie wynosi 250 000 dolarów. Virgin Galactic będzie pierwszą prywatną kosmiczną agencją turystyczną, która regularnie będzie wystrzeliwać w Kosmos cywilów, prowadząc trzydniowe szkolenia przed każdym lotem. Statek SpaceShipTwo został zbudowany po przyznaniu firmie za statek SpaceShipOne nagrody Ansari X Prize. Obydwa statki zostały zaprojektowane przez tę samą osobę – Burta Rutana. Pierwsze loty odbędą się z portu kosmicznego Mojave (Kalifornia), zaś późniejsze starty będą odbywać się ze stałego portu Spaceport America w stanie Nowy Meksyk. Statki wznosić się będą na wysokość 360 tysięcy stóp (109,73 kilometra, 68,18 mili) – wyżej, niż przyjęta wysokość stu kilometrów, międzynarodowo przyjęta za granicę między atmosferą Ziemi a przestrzenią kosmiczną. Każdy lot trwać będzie dwie i pół godziny, podczas których sześciu pasażerów lecieć będzie z prędkością 3 machów. Statek SpaceShipTwo nie będzie wymagać specjalnej osłony, chroniącej go w trakcie ponownego wejścia w atmosferę Ziemi, podobnej do stosowanych w promach kosmicznych – wejście w atmosferę będzie odbywać się przy o wiele mniejszej prędkości, niż w przypadku promów kosmicznych, gdy pojazd kosmiczny porusza się na wysokości 200 kilometrów z prędkością 22,5 macha. Turystyczny statek kosmiczny poruszać się będzie jak pióro, utrzymując ciąg w trakcie wejścia w atmosferę oraz lądowania bez pomocy ciągu silników. SpaceShipTwo napędzany będzie pojedynczym silnikiem rakietowym pozwalającym na kontynuowanie lotu po odłączeniu się od rakiety nośnej na wysokości około 50 000 stóp – statek nie będzie startował z zarządzanych przez NASA lądowisk. Do stycznia 2014 roku 680 osób zarezerwowało bilety na lot.

### Inne firmy
- EADS Astrium, filia firmy lotniczej EADS, ogłosiła podjęcie prac nad swoim projektem kosmicznym pod nazwą „EADS Astrium Space Tourism Project” 13 czerwca 2007[17].

- Bigelow Aerospace jest stawiającą pierwsze kroki w kosmicznej turystyce firmą z siedzibą w Las Vegas, która koncentruje się na rozszerzalnych modułach stacji kosmicznych.

- Firma Space Adventures Ltd. ogłosiła podjęcie prac nad programem lotów na orbicie Księżyca. Cena przelotu dla jednego pasażera kształtowałaby się na poziomie stu milionów dolarów[18]. Firma buduje obecnie port kosmiczny na terenie Zjednoczonych Emiratów Arabskich w mieście Ras al-Chajma oraz w Singapurze.

- Orbitalne loty turystyczne są w planach firmy Excalibur Almaz, która zakłada wykorzystywanie w tym celu zmodyfikowanych kapsuł kosmicznych „TKS”.

## Niezrealizowane projekty
Amerykański potentat motelowy Robert Bigelow wszedł w posiadanie planów napełnianych powietrzem modułów mieszkalnych wcześniej opracowywanych w ramach projektu Transhab, porzuconego przez NASA. Jego firma, Bigelow Aerospace, już dokonała wystrzelenia pierwszego napełnionego powietrzem modułu mieszkalnego o nazwie Genesis I dnia 12 lipca 2006. Drugi moduł testowy, Genesis II, wystrzelono 28 czerwca 2007. Firma planuje również pod koniec roku 2008 start prototypowego modułu stacji kosmicznej, zaś oficjalnie działalność komercyjnej stacji kosmicznej nazwanej „Nautilus” miałaby rozpocząć się w roku 2010. Stacja miałaby pojemność 330 metrów sześciennych i byłaby prawie tak duża jak stacja ISS, która ma pojemność 425 metrów sześciennych jeśli chodzi o przestrzeń użyteczności.
Firma Bigelow Aerospace ogłosiła, że przyzna nagrodę America's Space Prize w wysokości 50 milionów dolarów pierwszej firmie amerykańskiej, która wyprodukuje statek kosmiczny wielokrotnego użytku zdatny do transportu pasażerów między Ziemią a Nautilusem.
Inne firmy również wyraziły zainteresowanie uruchomieniem „kosmicznych hoteli”. Dla przykładu firma Excalibur Almaz planuje modernizację i wystrzelenie w kosmos radzieckich stacji kosmicznych z serii Almaz, wyposażonych w największe w historii statków kosmicznych okna. Właściciel firmy Virgin Galactic, Richard Branson, wyraził nadzieję skonstruowania za jego życia kosmicznego hotelu. Oczekuje on, że rozpoczęcie programu turystyki kosmicznej będzie okupione wydatkiem rzędu 100 milionów dolarów. Firma Hilton International zapowiedziała podjęcie projektu „Space Islands”, który zakłada połączenie używanych zbiorników paliwowych promów kosmicznych, z których każdy ma rozmiary porównywalne z samolotem Boeing 747. Niezależna od wymienionych organizacja „Space Island Group” ogłosiła swoje plany pod nazwą „Space Island Project”, który zakłada przebywanie na „kosmicznej wyspie” stworzonej przez firmę 20 tysięcy ludzi, do roku 2020, przy czym liczba odwiedzających ma się podwajać co dekadę. Linie lotnicze British Airways również wyraziły zainteresowanie tego typu przedsięwzięciami. Jeśli kosmiczne hotele powstaną, przelot jednego pasażera miałby kosztować około 60 tysięcy dolarów, przy czym ceny w miarę upływu czasu spadałyby.
Projektant mody Eri Matsui opracował wzory ubrań, w tym suknię ślubną, których przeznaczeniem jest jak najlepsza prezencja w stanie nieważkości.

## Opinie na temat komercyjnej turystyki kosmicznej
W 2006 roku przeprowadzono w Internecie badania, podczas których 70 procent ankietowanych wyraziło chęć przebywania w przestrzeni kosmicznej przez co najwyżej 2 tygodnie. Dodatkowo 88% badanych chciałoby odbyć „spacer” w otwartej przestrzeni, choć tylko 50% spośród tej grupy ankietowanych dopłaciłoby za tę możliwość połowę ceny nominalnej przelotu. 21% badanych wyraziło zainteresowanie pobytem na stacji kosmicznej lub w kosmicznym hotelu.
Dla ogólnie pojętej astronautyki turystyka kosmiczna może mieć dużą wartość, zwłaszcza poprzez rozwój tanich: rakiet nośnych, statków kosmicznych i stacji orbitalnych. Technologie rozwijane przez rządowe agencje kosmiczne często są znacznie droższe od tych rozwijanych na zasadach komercyjnych. Przykładem są rakiety firmy SpaceX rozwinięte i oferowane za środki znacznie mniejsze niż podobne rakiety agencji rządowych.

## Obiekcje na temat terminu „turystyka kosmiczna”
Zarówno Dennis Tito, Gregory Olsen, jak i Anousheh Ansari wyrazili swoje zniesmaczenie terminem „kosmiczny turysta”, argumentując, że każdy z nich prowadził podczas podróży badania naukowe. Tito chciał, by na potrzeby swojego lotu nazywać go „niezależnym badaczem”, zaś Ansari przychylała się do określenia „prywatny zdobywca Kosmosu”.